# إمام عليم سلطانوف
إمام عليم سلطانوف (بالشيشانية: Имам Алимсултанов) كان شاعرا ومطربا شعبيا شيشانيا.

## سيرته الذاتية
ولد إمام في قيرغيزستان في 22 نوفمبر 1957 لأبوين شيشانيين، تم نقلهما نتيجة الترحيل القسري لمعظم الشيشان و الإنغوش إلى آسيا الوسطى في 23 فبراير 1944. عاد إلى الشيشان بعد عام من ولادته، عاشت عائلته في خاسافيورت. كان والده معاقًا بدون ذراعيه، تخرج من المدرسة الثانوية في العاصمة الشيشانية غروزني، وفي وقت لاحق، تخرج عليم سلطانوف من معهد البوليتكينيك في روستوف، وعمل كخبير في استصلاح الأراضي.
بدأ عليم سلطانوف مسيرته الموسيقية في منتصف الثمانينيات، ودرس «إلي» وهو نوع تقليدي من الفولكلور الشيشاني، ومكوناته الرئيسية هي التلاوات الموسيقية، والأساطير، وحكايات الأبطال، مصحوبة بآلة بوندور ثلاثية الأوتار. ولكن بدلاً من البوندور ذي الثلاث أوتار، قام إمام بأداء موسيقى إلي الحديثة مصحوبة بغيتار، حيث كان ينقل مع أغانيه الحكايات الموسيقية الشعبية وحكايات أبطال الشيشان. كما كتب أغاني لقصائد كتبها عمر ياريشيفا وموسى جيشايف وشعراء شيشانيين بارزين آخرين. ظهرت التسجيلات الأولى لإمام عليم سلطانوف في ألبومات الكاسيت المغناطيسية في أوائل التسعينيات. على عكس أغاني زميله الشيشاني تيمور موتسورايف، كانت موسيقى إمام أقرب إلى الموسيقى الشيشانية التقليدية. من أشهر أغانيه «غزوات» و «داغستان» و «نشيد الوطن البعيد» و «الشيشان» و «الله أكبر» و «نشيد جمهورية الشيشان إشكيريا».
في يوليو عام 1988، ذهب إلى الجمعية الفيلهارمونية، كان مع الغيتار، وطلب الاستماع إليه. كان يتحدث الشيشانية، ولكن بلهجة نموذجية للشيشانيين كالذين يعيشون في منطقة خاسافيورت في داغستان. ضحك الفنانون ولم يرد أحد أن يستمع إليه وهو يغني. لقد فهم الجميع: إذا كان يتحدث بهذه اللهجة، فسيتعين عليك العبث به كثيرًا، وهذا المكان ليس معهد موسيقى أو مدرسة موسيقى، هناك حاجة إلى محترفين هنا. لكن الشاب كان مثابرا مع علمه بنواقصه، احمر خجلاً وتلعثم قليلاً. دعاه أحدهم يسمى بوكسور إلى غرفة خالية، حيث لم يكن هناك أحد، ومن أجل تهدئته، بدأ يسأل من هو ومن أين أتى. قال إمام إنه تخرج من معهد روستوف للتحسين وإدارة المياه. هناك في المعهد، تعلم العزف على الجيتار، وبدأ في الغناء، تحدثا أكثر قليلاً، ثم ذهبا إلى الحديقة، وقال بوكسور: "الآن غني ما تريد". أخذ الغيتار وغنى، القطع التي أداها، إن أمكنك تسميتها، كانت ضعيفة. كان يومًا حارًا في الفناء، وعلى الرغم من أنه كان مظللًا في الصيف في الحديقة، نزل العرق على وجه إمام وتوتر. وبطبيعة الحال، حاول إقناع بوكسور بأنه موهوب. كان غنائه أشبه بالقصص. حاول إمام إخفاء عيوبه بصوت عال وأداء عاطفي. الأشخاص الذين كانوا يستريحون في الحديقة استمعوا بشكل لا إرادي. في الغالب غنى بالروسية. شكره بوكسور وقال له: سأتولى وظيفتك، لكن بشرط واحد: يجب أن تدرس كثيرًا وتتبع تعليماتي. كان إمام مسرورًا ووعد بالوفاء بجميع المتطلبات. لذلك انتهى الأمر بإمام في الفيلهارمونية. حدد هذا مصيره في المستقبل، وحياته القصيرة بأكملها.طلب من غالينا أدامينكو، المتذوقة الممتازة للموسيقى والنوع الصوتي، أن تدرسه. طلب تحديدًا الانتباه إلى صحة الكلام الروسي ووضع النطق. كان من المهم تعليم إمام التشديد بشكل صحيح، ولفظ كل كلمة بوضوح. بالطبع، في البداية كان على بوكسور العمل معه كثيرًا، لم يكن التدريس سهلاً. لكن مثابرته وإصراره على نفسه أتى بنتائج جيدة. كان إمام يدرس عشرين ساعة في اليوم، ويستمتع بهذا. تتذكر المعلمة غالينا أدامينكو: "استمرت تدريباتنا على خشبة المسرح في أوركسترا غروزني لأيام عديدة. طلب إمام المزيد والمزيد من العمل معه. لقد كان مغنيًا مجتهدًا بشكل غير عادي. قام بتأليف الموسيقى بنفسه وغنى الأغاني بنفسه. بدا صوته ساحرًا جدًا وصادقًا جدًا. بناءً على طلبه، بعد العمل ذهب بوكسور إلى منزله، في ضواحي غروزني، حيث استأجر شقة، وهناك، بحضور زوجته عائشة واثنين بينهما ابني البالغ من العمر عامًا، واصلا التدريب على البرنامج المستقبلي.
مع بداية الحرب الشيشانية الأولى في ديسمبر 1994، تحدث عليم سلطانوف إلى المقاتلين الشيشان، وبناء على طلب الرئيس الشيشاني جوهر دوداييف، رافق المقاتلين المصابين إلى تركيا. قدم إمام أداء العديد من الحفلات الموسيقية في إسطنبول، وجمع المال لعلاج المقاتلين الشيشانيين المصابين.
و بعد عودته إلى الشيشان، ساعد عليم سلطانوف المفاوضين المفاوضين في تأمين الإفراج عن 25 عامل بناء أوكراني من أوديسا كانوا محتجزين كرهائن، بعد تأمين الإفراج عنهم، افتتح عمدة أوديسا إدوارد غورفيتس قاعة موسيقية، حيث تمت دعوة إمام لتقديم العروض خمس مرات.

## وفاته
في ليلة 10 نوفمبر (وفقا لمصادر أخرى 8 نوفمبر) 1996، ووفقا لشهود عيان، اقتحم ثلاثة أشخاص مجهولين يرتدون زي الشرطة منزله في أوديسا، الذي كان يقيم فيه المغني عليم سلطانوف وفريقه الفني، وأطلقوا النار على إمام واثنين من رفاقه من مسافة قريبة. مات الثلاثة، لكن نجا شاهد واحد كان في الحمام وقت الجريمة. القضية لا تزال دون حل. في إحدى نسخ تطبيق القانون الأوكراني، لم يكن القتل بدافع سياسي، ومع ذلك، أشار تحقيق أجرته الخدمات الخاصة الشيشانية إلى تورط جهاز الأمن الفيدرالي الروسي في جريمة القتل.
كانت هنالك تقارير حول هذا القتل في الصحف الروسية. ورد في مقال نُشر في صحيفة «برافدا» بعنوان «لا يمكنك إلقاء رصاصة على أغنية»: «قُتل الشاعر والمغني الشيشاني الشهير إمام عليم سلطانوف بالرصاص في أوديسا. إن أغاني هذا الملهم المبدع للنضال من أجل الاستقلال معروفة خارج حدود الشيشان، وشعبيته في وطنه غير محدودة حقًا». قال أحد النشطاء في مؤتمر فايناخ الأوكراني: " بالنسبة لنا، كان إمام عليم سلطانوف مثل فلاديمير فيسوتسكي للاتحاد السوفييتي أو تالكوف لروسيا".

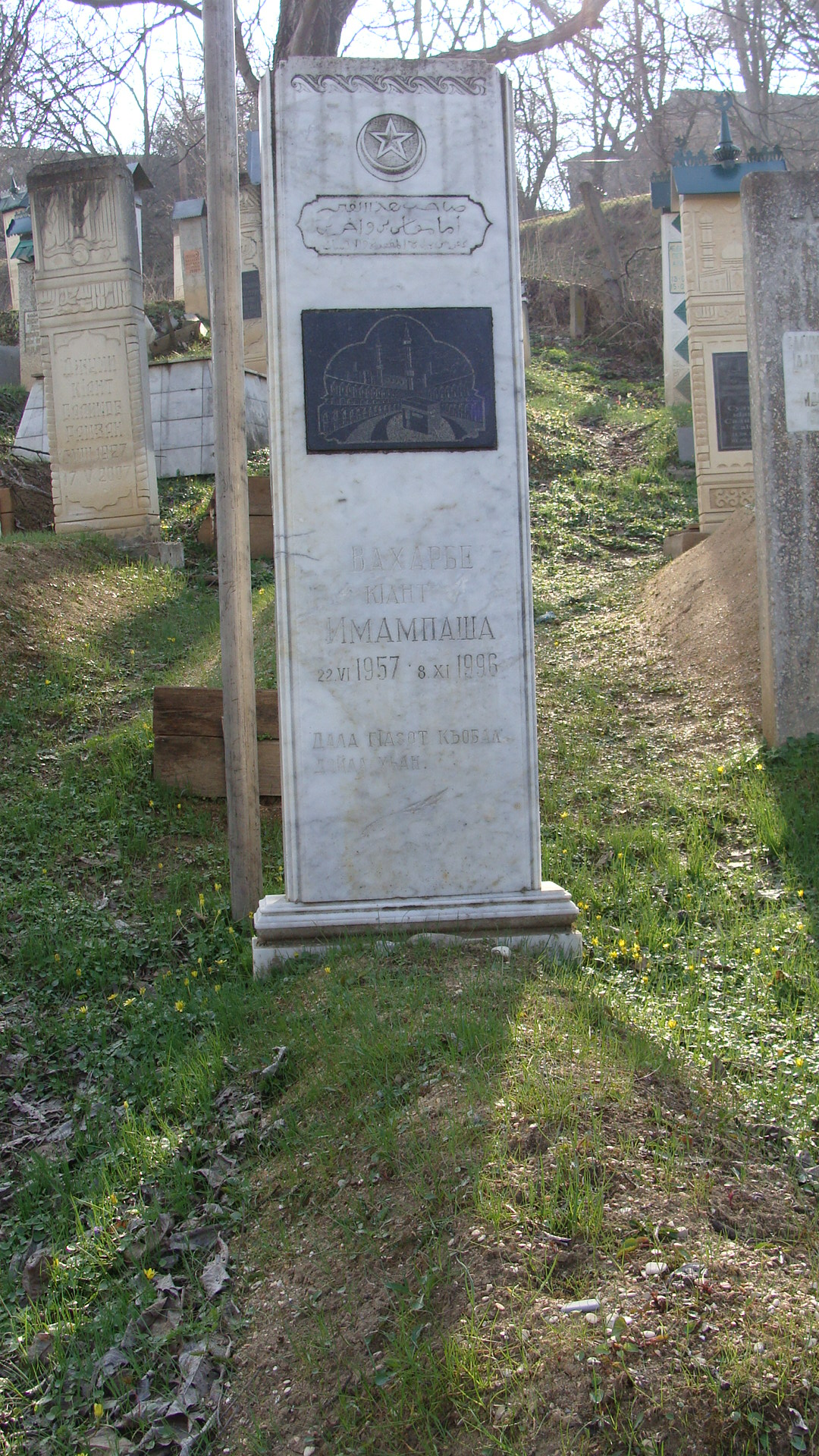
قبر إمام

دفن إمام عليم سلطانوف في قرية مدينة خاسافيورت، داغستان، كما تم تركيب لوحة تذكارية هناك. وأعيدت تسمية شارع في المدينة على اسمه تكريما له.